# Moreton (Merseyside)
Moreton – wieś w Anglii, w hrabstwie ceremonialnym Merseyside, w dystrykcie metropolitalnym Wirral. Leży 9 km na zachód od centrum Liverpool i 292 km na północny zachód od Londynu. W 2001 miejscowość liczyła 17 670 mieszkańców.